# Rhasaan Orange
Rhasaan Orange (New York, 25 augustus 1975) is een Amerikaans acteur.
Van 1978 tot 1983 maakte hij regelmatig optredens in het kinderprogramma Sesame Street. In de jaren 90 bouwde hij aan zijn acteercarrière en begon met enkele kleine rollen. In juni 2003 begon hij met zijn eerste grote rol. Die van Tek Kramer in de soap Days of our Lives. Orange status bij de serie is een aantal maal gewijzigd. Hij speelde de rol op sporadische wijze van juni 2003 tot november 2003 en van november 2004 tot april 2005. Van november 2003 tot november 2004 en van april 2005 tot januari 2007 speelde hij de rol op contractbasis. Daarna werd hij uit de serie geschreven.